# Березівка (Полєський район)
Березівка (рос. Березовка) — селище Полєського району, Калінінградської області Росії. Входить до складу Саранського сільського поселення.
Населення —  96 осіб (2015 рік). 

## Населення
| 1939 | 2002 | 2010 | 2012 | 2013 |
| ---- | ---- | ---- | ---- | ---- |
| 772  | ↘85  | ↗96  | ↗106 | ↘104 |